# Cmentarz Centralny w Gliwicach
Cmentarz Centralny (niem. Zentralfriedhof , Hauptfriedhof ) – cmentarz położony w Gliwicach przy ulicy Kozielskiej, na granicy dzielnic Stare Gliwice i Wojska Polskiego. 

## Historia
Nekropolię o powierzchni 22 ha (ok. 85 morgów) założono w latach 1920–1927, według projektów z 1920 gliwickiego miejskiego inspektora budowlanego i architekta Karla Schabika (plan i wystrój architektoniczny) oraz gliwickiego miejskiego inspektora ogrodniczego Richarda Riedla (zieleń). Zaplanowano ją na południe od równocześnie powstałego Parku Szwajcaria jako założenie parkowe na ogólnym planie krzyża łacińskiego wpisanego w romb zbliżony do prostokąta, które łączyło funkcje grzebalne z parkiem oraz miejscem sztuki i wypoczynku . Dla zachowania wysokiej wartości artystycznej i wzorcowej architektury w początkowym okresie nie pozwalano na swobodne nasadzenia kwiatów, gdyż każda część była obsadzana innym rodzajem roślin. Gatunkami dominującymi są brzozy, sosny wejmutki, świerki pospolite i lipy drobnolistne. Wzdłuż alej znajdują się małe formy architektoniczne, między innymi fontanny zwieńczone rzeźbami. Od każdej z dwóch monumentalnych bram głównych prowadzi szeroka aleja, o długości 108 metrów. Na ich styku znajduje się dom przedpogrzebowy, którego projekt architektoniczny wykonał gliwicki miejski inspektor budowlany i architekt Karl Schabik, a wystrój wnętrz zaprojektował gliwicki artysta Erich Johannes Gottschlich (jego 10 alegorycznych malowideł w latach późniejszych zamalowano). Obok domu przedpogrzebowego znajduje się monumentalna grupa Ukrzyżowania dłuta Paula Ondruscha. Z wielu rzeźb plenerowych rozmieszczonych na cmentarzu do dziś zachowało się m.in. dzieło autorstwa Hannsa Breitenbacha przedstawiające mnicha czytającego psałterz (kojarzonego ze św. Franciszkiem).  

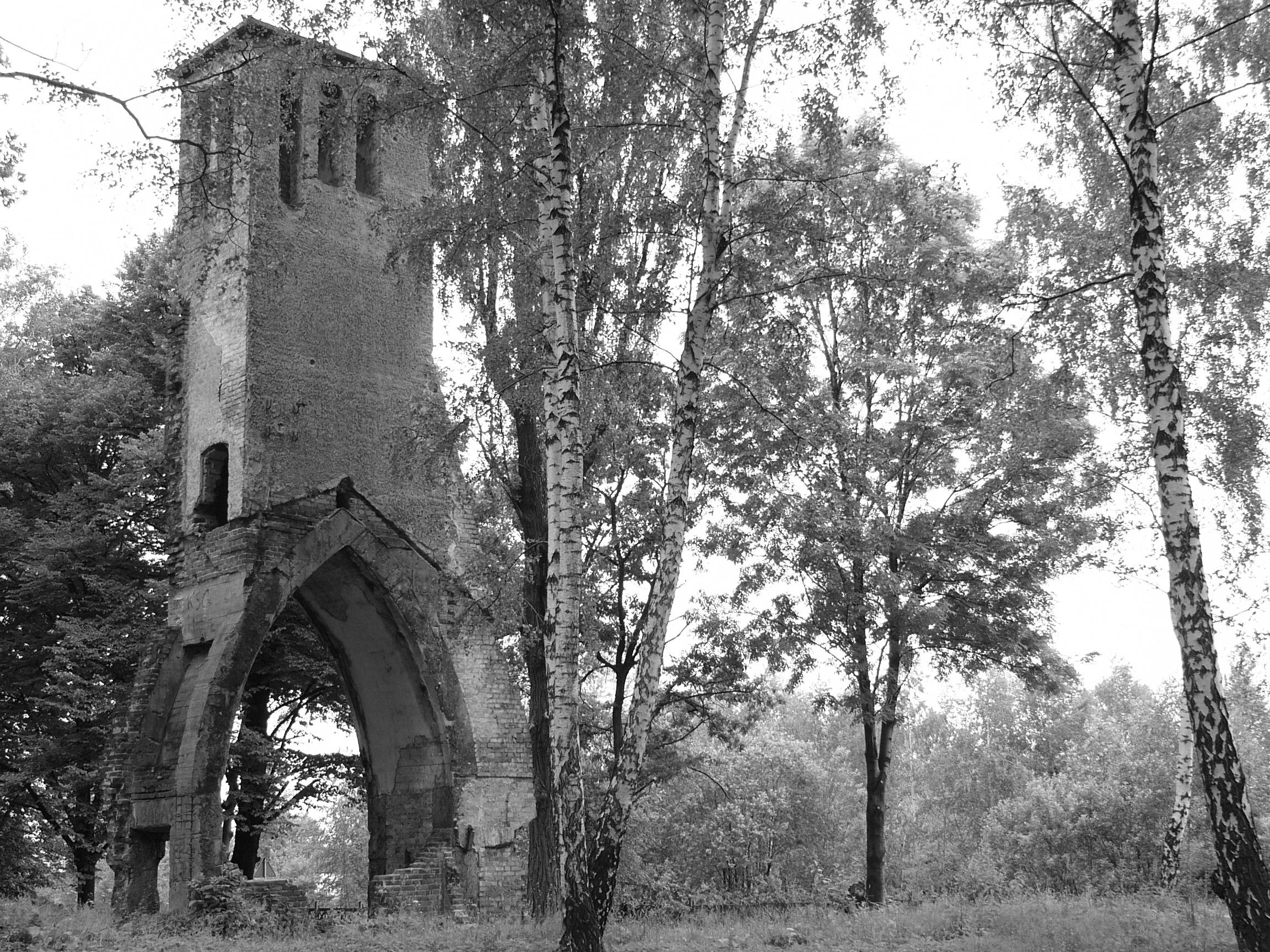
Ruiny krematorium, czynnego w latach 1938–1945, rozebrane w 2007

Pierwsze pochówki na cmentarzu rozpoczęto w 1924. W 1926 oddano do użytku przeniesiony w 1925 na teren cmentarza drewniany kościół Wniebowzięcia Najświętszej Maryi Panny z Zębowic koło Olesna , który w 1992 został rozebrany i odtworzony później na terenie dawnego Cmentarza Starokozielskiego. W latach 1937–1938 za kaplicą wybudowano krematorium projektu Hansa Sattlera z niszą ołtarzową autorstwa rzeźbiarza Hannsa Breitenbacha , które zburzono w 1945, a ruiny rozebrano w 2007. 
Po II wojnie światowej ulokowano na cmentarzu 14 mogił zbiorowych z prochami żołnierzy Wojska Polskiego, zmarłych w niewoli od ran. W 1948 utworzono 8 mogił zbiorowych, gdzie pochowano zmarłych podczas marszu śmierci z Auschwitz-Birkenau (do tego czasu spoczywali oni w mogiłach rozproszonych wzdłuż trasy marszu).